# Themistoclesia cuatrecasasii
Themistoclesia cuatrecasasii är en ljungväxtart som beskrevs av A.C. Smith. Themistoclesia cuatrecasasii ingår i släktet Themistoclesia och familjen ljungväxter. Inga underarter finns listade i Catalogue of Life.